# Левитський Володимир Фавстович
Левитський Володимир Фавстович (6 червня 1854—26 жовтня 1939) — історик народного господарства та економічної думки. Доктор політичної економії та статистики (1899), академік Всеукраїнської академії наук (1925).

## Життєпис
Народився в с. Старостинець Сквирського повіту Київської губернії (нині с. Старостинці Погребищенського р-ну Вінницької обл.) в сім'ї священика. Початкову освіту здобув удома та в місцевій сільській школі. Продовжив навчання в Київській духовній семінарії (після 4-го — філософського — курсу звільнився).
У 1874 р. вступив до Новоросійського університету в Одесі, закінчив його зі званням кандидата прав (канд. робота — «Про народний кредит в Росії»). У 1876—1877 рр. підготував курс «Лекції з політичної економії».
За читання забороненої літератури перебував під таємним наглядом поліції. У 1877—1878 роках читав лекції в одеському гуртку, влаштованому лавристами. Його декілька разів затримували і обшукували. 18 листопада 1878 року Левитського заарештували в зв'язку зі справою Арона Гобста і помістили в Одеську в'язницю, але через кілька днів звільнили. Засуджений до адміністративної висилки з Одеси.
У 1881 році був направлений у наукове відрядження до Німеччини для вивчення там економічних наук. Відвідував лекції в Гайдельберзькому університеті, брав участь в економічних семінарах проф. Густава фон Шмоллера в Берліні, вивчав господарський побут країни, зокрема, зразкові землеробські господарства та промислові підприємства.
У 1883 році повернувся з-за кордону. Через рік склав іспит на ступінь магістра політичної економії в Московському університеті. Цього ж року захистив роботу «Питання про метод політичної економії у новітній німецькій літературі» на право викладання в Демидівському юридичному ліцеї і був обраний там приват-доцентом на катедрі політичної економії. У 1890 році отримав у Московському університеті ступінь магістра політичної економії і статистики за працю «Завдання та методи в науці про народне господарство». 1 січня 1891 р. був призначений на посаду екстраординарного професора на катедрі політичної економії та фінансового права в Демидівському юридичному ліцеї. Читав там курси фінансового права та історії політичної економії.
У 1893 р. після отримання повідомлення про обрання його кандидатури юридичним факультетом Харківського університету на катедру поліційного права, переїхав до Харкова. У 1894 році опублікував працю «Предмет, завдання та метод поліційного права».
У 1899 р. захистив у Московському університеті дисертацію на тему «Сільскогосподарча криза у Франції 1862—1892 років», отримав ступінь доктора політичної економії та статистики.
У 1899 р. написав курс лекцій з політичної економії. Наступного року був призначений ординарним професором катедри поліційного права Харківського університету. У січні 1902 р. став ординарним професором катедри політичної економії та статистики цього університету.
У 1905 р. під його редакцією було опубліковано «Вступ до курсу з поліційного права». Читав лекції з політичної економії та статистики. Його навчальні курси багаторазово видавались у вигляді літографій і мали великий успіх у студентів. Розробив і читав курс «Історія політичної економії у зв'язку з історією господарського побуту». У 1907 р. вийшла друком перша частина цього курсу (охоплювала економічну історію античності та середніх віків), а у 1914 — повний курс. На той час це був перший підручник з економічної історії в Російській імперії.
З початком Першої світової війни брав участь у різноманітних громадських організаціях, створених для допомоги армії, очолював шпитальну комісію. Від серпня 1914 року був гласним міської думи в м. Харків.
Виконував обов'язки ректора Харківського університету (грудень 1919—травень 1920). Після встановлення в Харкові радянської влади працював (від 1920 і до 1931) професором Харківського сільськогосподарського інституту (до 1921 — Харківський інститут сільського господарства та лісництва). У 1924—1926 рр. викладав там курс економіки сільського господарства. Був змушений відійти від проблем теоретичної економіки і зосередитися на прикладних науках. У цей період досліджував історію народного господарства Стародавнього світу та інші проблеми. Зазнавав гонінь за потурання «неонародникам».
У березні 1925 р. обраний академіком Всеукраїнської академії наук на катедрі історії народного господарства.
Після виходу на пенсію написав спогади «Павло Михайлович Дашкевич: Спомини приятеля» (1932).
Про життя Володимира Левитського після 1931 достовірних відомостей поки що немає, його біографам також не відомо, де він помер і де похований.
Деякі матеріали з його архіву зберігаються в Інституті рукопису НБУВ.

## Науковий доробок
Підручник Володимира Левитського «Історія політичної економії у зв'язку з історією господарського побуту» містив виклад історії господарства та економічних учень від античності до періоду появи історичної школи та соціального напряму політичної економії. У ньому, зокрема, виділялися 3 стадії в історії господарства:
1) період замкнутого натурального господарства (на цій стадії продукти споживаються в межах тих господарств, які їх виробляють);
2) період міського господарства (на цій стадії деякі продукти виробляються в одних господарства, а споживаються в інших; характерною ознакою цієї стадії є поява міст як центрів обробної промисловості та торгівлі);
3) період народного господарства (на цій стадії на основі розвинутих суспільного поділу праці та обміну формуються національні ринки та світове господарство).
У цій та інших працях критикував запропонований Жаном-Батістом Сеєм і згодом загальновизнаний поділ економічної науки за фазами суспільного відтворення, вказував на те, що цей поділ обмежує предмет економічної науки вивченням закономірностей виробництва, розподілу, обміну та споживання. Обґрунтовував включення до політичної економії, поряд із вивченням стихійної дії об'єктивних законів, аналізу впливу державної влади на економічні відносини, на розвиток народного господарства та досягнення загального добробуту.
Володимир Левитський написав низку праць з політичної економії, історії народного господарства Російської імперії, Франції та інших країн, з аграрного питання в Російській імперії та ін. Підтримував ідею децентралізації в землеробстві, був послідовником теорій стійкості дрібного селянського господарства і спадної плодючості ґрунту, вважав, що повинна відбутися не «заміна індивідуалізму соціалізмом», а певне їх поєднання, тобто виступав фактично за змішану економіку. Він негативно поставився до економічної програми більшовиків і обстоював думку про селянську земельну власність.
Запропонував основні принципи класифікації економічних наук і обґрунтував необхідність строгого розмежування начал теорії, політики та історії в складі економічних учень. Виокремлення різних частин економічної науки вважав закономірною тенденцією, що сприяє поглибленню теоретичного аналізу та уникненню тенденційності в оцінці практичних наслідків економічної політики. Вказував на історичність предмета кожної з теоретичних економічних систем. Історію народного господарства та історію економічних учень класифікував як самостійні наукові дисципліни. Відстоював принцип рівноправності та рівноцінності різних економічних теорій у структурі економічної науки, необхідність використання їхніх здобутків для подальшого розвитку економічної науки в цілому. Наголошував, що зміст політичної економії є сукупністю знань, отриманих різними економічними школами. Виступав за необхідність соціальних реформ та активне державне втручання в економічне життя.

## Вибрані праці
- Вопрос о методе политической экономии в новейшей германской литературе. «Юридический вестник», 1884, № 12;
- Вопрос о чиншевом владении. «Русская мысль», 1886, кн. 3;
- Вечно наследственная аренда земель. «Юридический вестник», 1885, № 6—7;
- Задачи и методы науки о народном хозяйстве. Ярославль, 1890;
- Предмет, задача и метод полицейского права. «Записки Харьковского университета», 1894;
- Земледельческие артели Херсонской губернии. «Русская мысль», 1896, кн. 9;
- Сельскохозяйственный кризис во Франции 1862—1892 гг. Х., 1899;
- Некоторые черты современного положения экономических знаний. «Русское экономическое обозрение», 1901, № 9;
- Значение кустарных промыслов в народном хозяйстве. «Народное хозяйство», 1902, кн. 2;
- Аграрный вопрос в России с точки зрения основных течений в развитии современного народного хозяйства. Б/м, 1906;
- К вопросу об зкономическом значений крупных и мелких заводско-земельческих хозяйств, 1907;
- История политической зкономии в связи с историей хозяйственного быта, 1907;
- История политической экономии в связи с историей хозяйственного быта. Х., 1914.